# 木内四郎
木内 四郎（きうち しろう、1896年（明治29年）7月3日 - 1988年（昭和63年）8月31日）は、日本の政治家、大蔵官僚。位階は正三位。科学技術庁長官（第21、24代）。

## 来歴・人物
長野県下水内郡常盤村（現・飯山市）生まれ。旧制飯山中学（長野県飯山北高等学校）を経て、1920年（大正9年）東京帝国大学法学部を卒業後、大蔵省に入省。理財局属。主計局決算局長、理財局国債課長、主計局長、専売局長官を経て、1946年（昭和21年）幣原内閣の内閣副書記官長となる。同年6月8日には貴族院勅選議員に勅任される。
1947年（昭和22年）第1回参議院議員通常選挙に民主党公認で長野県選挙区から立候補し当選する。炭鉱国管疑獄では、1948年（昭和23年）衆議院不当財産取引調査委員会に証人喚問されている。以後5回連続当選する。以後国民民主党 - 自由党 - 自由民主党に籍を置く。1952年（昭和27年）に国民民主党が新政クラブと共に改進党を結成した時にはそれに参加せず、自由党に移籍した。1966年（昭和41年）秋の叙勲で勲一等瑞宝章受章（勲三等からの昇叙）。参院予算、外務各委員長を務めた後、1968年（昭和43年）第2次佐藤第2次改造内閣で科学技術庁長官として初入閣。1969年（昭和44年）の宇宙開発事業団設立に関わる。1971年（昭和46年）第3次佐藤改造内閣で再び科技庁長官として入閣する。
同年、重宗雄三の後継参議院議長を河野謙三と争うが、118票対128票の僅差で敗れた。1972年（昭和47年）秋の叙勲で勲一等旭日大綬章受章。1977年（昭和52年）落選とともに政界を引退する。1988年（昭和63年）飯山市名誉市民（第1号）。同年8月31日死去、92歳。死没日をもって従四位から正三位に叙され、銀杯一組を賜った。

## 栄典
- 1940年（昭和15年）8月15日 - 紀元二千六百年祝典記念章[7]